# WayRay
WayRay — технологическая компания-производитель первой в мире навигационной системы, в основе которой лежит принцип голографической дополненной реальности. Штаб-квартира WayRay расположена в Цюрихе. Компания имеет представительства в США, Гонконге, Китае и Германии.

## История
По словам основателя компании Виталия Пономарёва, идея устройства, которое проецирует навигационные сведения на лобовое стекло автомобиля, пришла к нему после аварии, в которую он попал, когда отвлёкся на GPS-навигатор.
Концепция постепенно дополнилась подключением к интернету, механиками социальной сети и дополненной реальности.
К декабрю 2011 года идея оформилась в проект портативного коллиматора для установки на передней панели автомобиля. Уменьшить габариты устройства позволила тонкая голографическая плёнка на лобовом стекле. В мае 2016 года компания впервые презентовала новое устройство.
В марте 2013 года стартап WayRay стал победителем конкурса Seedstars World Moscow. Осенью того же года компания вышла в полуфинал конкурса «Бизнес инновационных технологий» (БИТ-13), а затем в финал двухнедельного бизнес-акселератора GenerationS, где получила наивысший балл AAA по шкале Russia Startup Rating. На правах финалиста «БИТ-13» компания приняла участие в конкурсе Intel Global Challenge в Калифорнийском университете в Беркли (октябрь 2013).
В сентябре 2013 года Пономарёв выступил на Российской неделе инноваций в Бостоне, в октябре компания была представлена на форуме «Открытые инновации», а в ноябре 2013 года вошла в число финалистов конкурса стартапов Slush в Хельсинки. В декабре компания стала участником конференции TechCrunch Moscow.
В 2013 году стартап был включён в список самых многообещающих стартапов Европы журнала Business Insider, а в 2014 — в аналогичный список журнала Wired.
В начале 2014 года Пономарёв стал лауреатом национальной премии в области инноваций для молодых учёных и специалистов «Зворыкинская премия» в номинации «Приборостроение». В 2015 году швейцарская франкоязычная газета L’Hebdo включила его в число «100 выдающихся инноваторов Швейцарии». В следующем году основатель стартапа стал лауреатом швейцарской премии FAVORIT Entrepreneurship Award 2016, которая ежегодно вручается самым успешным русскоговорящим предпринимателям Швейцарии.
В ноябре 2017 года компания WayRay выиграла гран-при конкурса стартапов Top Ten Automotive Startups Competition в рамках Автосалона в Лос-Анджелесе. Помимо денежного приза компания получила награды от коллегии судей, включая доступ к облачной инфраструктуре Microsoft, новейший автомобильный компьютер Nvidia Drive PX 2 AI, доступ к наработкам компании в области программного обеспечения для автомобильной автоматизации Elektrobit и консультационную поддержку Porsche Consulting.
В 2018 году сайт VentureBeat назвал WayRay одной из семи компаний, которые изменят автомобильную индустрию.

## Инвестиции
Стартовый капитал WayRay составил 12 миллионов рублей (чуть более 180 тысяч долларов) личных и заёмных средств основателя. В июне 2016 года компания привлекла инвестиций на 9 млн долларов от АФК «Система». В интервью Reuters Пономарёв отметил, что провёл около 500 сессий переговоров, чтобы найти подходящих инвесторов. В марте 2017 года было объявлено, что стартап WayRay привлёк очередные инвестиции в размере 18 млн долларов с участием Alibaba Group. В сентябре 2018 года компания WayRay привлекла 80 млн долларов в инвестиционном раунде С, где ведущим инвестором выступила немецкая компания Porsche.

## Разработки
WayRay разрабатывает два устройства и платформу для разработки AR-приложений:
- Navion — навигационная система для автомобилей, использующая принцип голографической дополненной реальности. Комплектация устройства включает лазерный проектор и визор со встроенным голографическим оптическим элементом. Navion достаточно компактный и располагается на приборной панели автомобиля. Устройство может управляться посредством жестов, включает модули 4G, GPS и Full-HD-камеру, собственное мобильное приложение и навигационное программное обеспечение[22]. Компания впервые показала систему публике в январе 2018 года на выставке CES-2018 в Лас-Вегасе[23].
- True AR SDK — платформа для сторонних разработчиков для создания AR-приложений для голографических AR-дисплеев WayRay в автомобилях. Подобные AR-приложения могут получать информацию о текущем позиционировании автомобиля в пространстве, скорости, маршруте, достопримечательностях (POI), и показывать релевантный контент, используя эти данные. WayRay планирует распространять приложения через собственный магазин приложений[23]. Компания анонсировала появление SDK на выставке CES-2018[23]. В январе 2018 WayRay объявила международный конкурс True AR Challenge and Hackathon для разработчиков и дизайнеров, которым предстоит создать AR-приложение на новом SDK[24].
- Element — устройство, которое подключается к порту OBD-II автомобиля и собирает сведения о поведении водителя, скорости, расходовании топлива и состоянии транспортного средства. Собранная информация отображается в мобильном приложении WayRay Element, которое даёт рекомендации по совершенствованию навыков вождения и имеет функцию Autoyoga для прохождения квестов[22]. В декабре 2015 года WayRay объявила о партнёрском соглашении с французской компанией поставщиком телекоммуникационных услуг Orange Business Services, в рамках которого она будет обеспечивать беспроводное соединение и техническое обслуживание Navion и Element в США[25].

## Бизнес-модель и партнёрства
Бизнес-модель WayRay предполагает как розничные продажи навигационных систем Navion, так и заключение OEM-контрактов с автопроизводителями о поставках встроенных голографических систем дополненной реальности. WayRay сотрудничает с рядом автопроизводителей над встраиванием своей навигационной системы в новые модели, которые будут выходить с 2019 года.

### Сотрудничество с Harman International Industries
В январе 2017 года на выставке CES компания объявила о сотрудничестве с американским производителем автомобильной электроники Harman International Industries и планируемом внедрении технологий WayRay в комплексные решения Harman для автопроизводителей. На стенде Harman компания представила инфотейнмент-систему с дополненной реальностью в беспилотном концепт-каре Oasis швейцарской компании Rinspeed.

### Сотрудничество с Honda
В 2018 году на выставке CES компания впервые представила результаты своей совместной работы с Honda. В июне 2018 года на выставке CES Asia 2018 в Шанхае, WayRay присоединилась к подразделению Honda Innovations, чтобы представить прототип встроенного голографического дисплея с функцией дополненной реальности.

### Сотрудничество с Motherson Innovations
На выставке CES-2018 на стенде Motherson Innovations компания показала совместный проект c Samvardhana Motherson Reflectec — Empathic Cockpit, модель идеальной кабины, которая чувствует потребности водителя и пассажира.

### Сотрудничество с SAIC Motor
В 2017 году, когда WayRay привлекла инвестиции от Alibaba Group, было объявлено о планах работы с Banma Technologies, совместного предприятия Alibaba Group и SAIC Motor. Пилотное внедрение системы запланировано в одном из серийных автомобилей.

### Сотрудничество с Porsche
На крупном европейском инновационном форуме Startup Autobahn 2018, инициированной немецким автоконцерном Daimler и американским стартап-акселератором Plug and Play, WayRay объявила о совместном проекте с немецким автопроизводителем Porsche. Во время этого форума компания также выиграла приз зрительских симпатий People’s Choice Awards в номинации AR/VR.